# Горан Стојановић
Горан Бели Стојановић (Котор, 29. јануар 1966) бивши је југословенски рукометаш и репрезентативац. Играо је на позицији голмана. Након завршетка играчке каријере ради као рукометни тренер у Немачкој.

## Каријера
Рођен је у 29. јануара 1966. године у Котору. Рукометну каријеру је почео у београдској Црвеној звезди. Након тога 1988. прелази у Бадел Загреб где је остао до 1991. године. После успешних игара у дресу Загреба, Стојановић прелази у Партизан. За црно беле је бранио годину дана, а потом налази ангажман у Шпанији где игра за неколико клубова, Памплону и Балонмано Куенка. У периоду од 1995. па до 1996. године игра поново за Црвену звезду. У најбољим годинама бранио је за немачке рукометне клубове Кил, ВФЛ Бад Швартау, ХСВ Хамбург и Лајпциг где је завршио играчку каријеру. У Немачкој је остао да ради посао рукометног тренера и тренера голмана. Био је тренер голмана репрезентације Швајцарске и тренер у стручном штабу Хамбурга. Укупно је у каријери освојио пет пута првенство Југославије и три пута Куп Југославије.
За рукометну репрезентацију Југославије је наступао средином деведесетих година када се вратила на међународну сцену после укидања спортских санкција. Освојио је бронзану медаљу на Европском првенству 1996. у Шпанији. Бранио је за репрезентацију на Светском првенству 1997. године у Јапану (9 место). На оба такмичења Стојановић је био капитен репрезентације.

## Успеси

### Репрезентативни
- СР Југославија
  - Европско првенство: 1996. —  3. место

### Клупски
- 5 × Првак Југославије
- 3 × Победник Купа Југославије
- 2 × Бундеслига Немачке
- 4 × Куп Немачке
- 1 × Куп ЕХФ
- 3 × Суперкуп Немачке
- 1 × Куп победника купова